# دوبنیتسا (ورانگه)
دوبنیتسا (به صربی: Dubnica) یک منطقهٔ مسکونی در صربستان است که در ناحیه پچینیا واقع شده‌است. دوبنیتسا ۸۱۹ نفر جمعیت دارد.